# Mitsubishi Minica
O Mitsubishi Minica nasceu em 1961/2 como sendo o primeiro carro compacto da Mitsubishi baseado do Mitsubishi 360. É ainda um carro que a Mitsubishi fabrica e vende actualmente. Através do Minica nasceu outros carros de pequenas dimensões como o Toppo BJ. Hoje é equipado com um motor 657cc de 50cv e está disponível de tracção dianteira e tracção integral. Hoje já conta com 8 gerações.